# Ala ud-Din Chaldżi

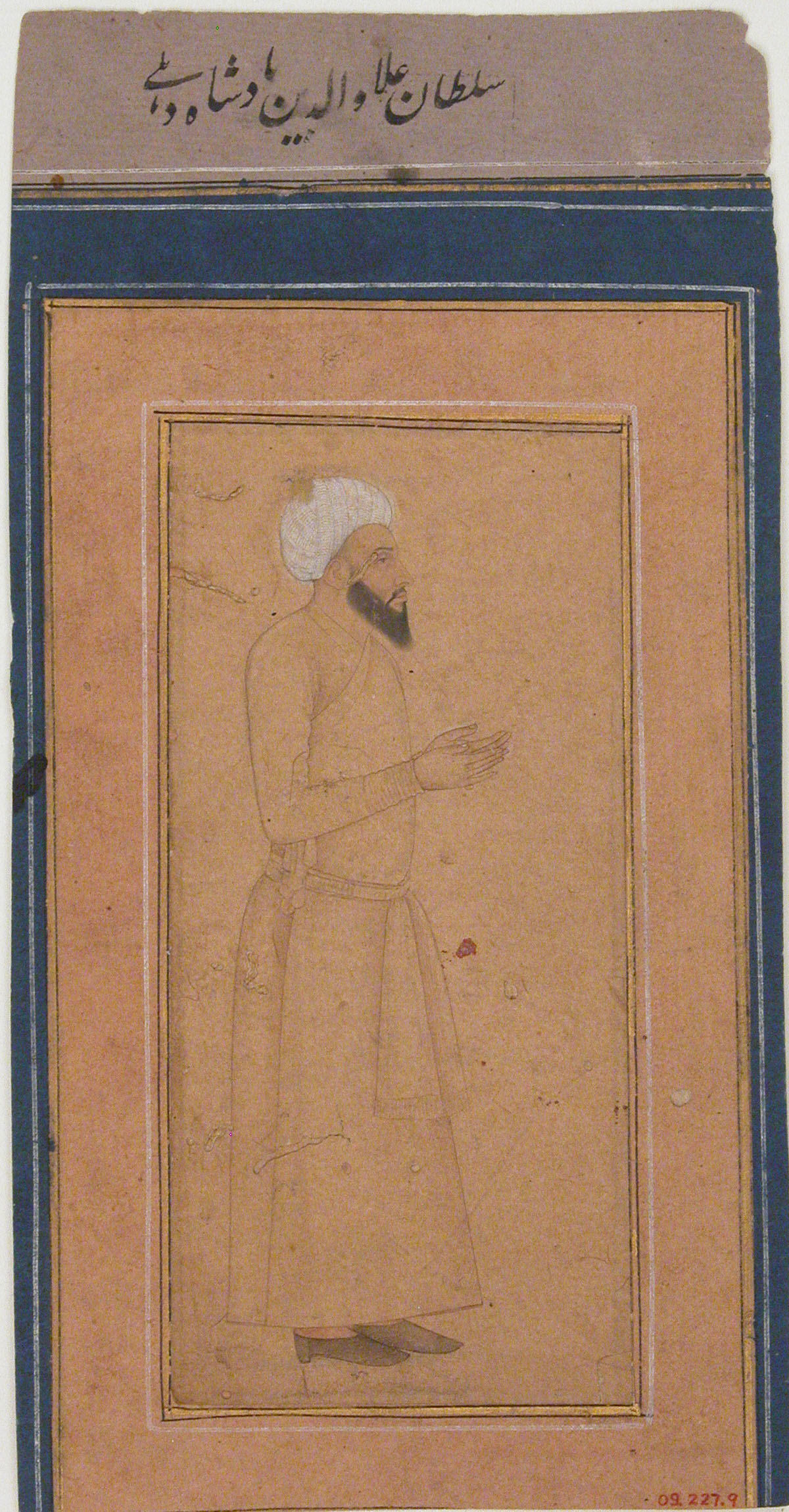
Portret Ala ud-Dina z XVII wieku

Ala ud-Din Chaldżi (XIII wiek - 1316), muzułmański władca Sułtanatu Delhijskiego w Indiach, najbardziej znaczący i najdłużej panujący z dynastii Chaldżi. W trakcie swego panowania  (1296 - 1316) prowadząc intensywne kampanie wojenne podbił południowe Indie i powstrzymał najazdy mongolskie. Usprawniał też działanie państwa poprzez wprowadzanie wielu zmian administracyjnych, związanych z przychodami, kontrolą cen i społeczeństwem. W 1301 roku po stłumieniu rebelii bratanka Akata Chana wzmocnił swoją pozycje konfiskując nadania ziem rebeliantów i anulując zwolnienia od podatków. Dodatkowe jeszcze wzmocnienie państwa dzięki podbojom i zdobytym łupom wojennym pozwoliły na rozbudowę stolicy - Delhi - która uzyskała status centrum sztuki i nauki.